# Яновицький Григорій Олександрович
Григорій Олександрович Яно́вицький (нар. 1897, Вітебськ — 25 червня 1964, Харків) — український радянський архітектор.

## Біографія
Народився у 1897 році у Вітебську (тепер Білорусь).
У 1918 р. закінчив Харківське художнє училище. У 1925 р. (за іншими даними — у 1926 р.) закінчив архітектурне відділення Харківського художнього інституту. Його вчителями були архітектори О. І. Ржепишевський і Л. Е. Ейнгорн
Працював у харківських проектних організаціях, головним архітектором архітектурно-планувального управління Харкова, згодом Харківського відділення «Міськбудпроекту». 
З 1947 р. і до кінця свого життя викладав архітектурне проєктування у художньому й інженерно-будівельному інститутах.
Помер в Харкові 25 червня 1964 року.

## Роботи

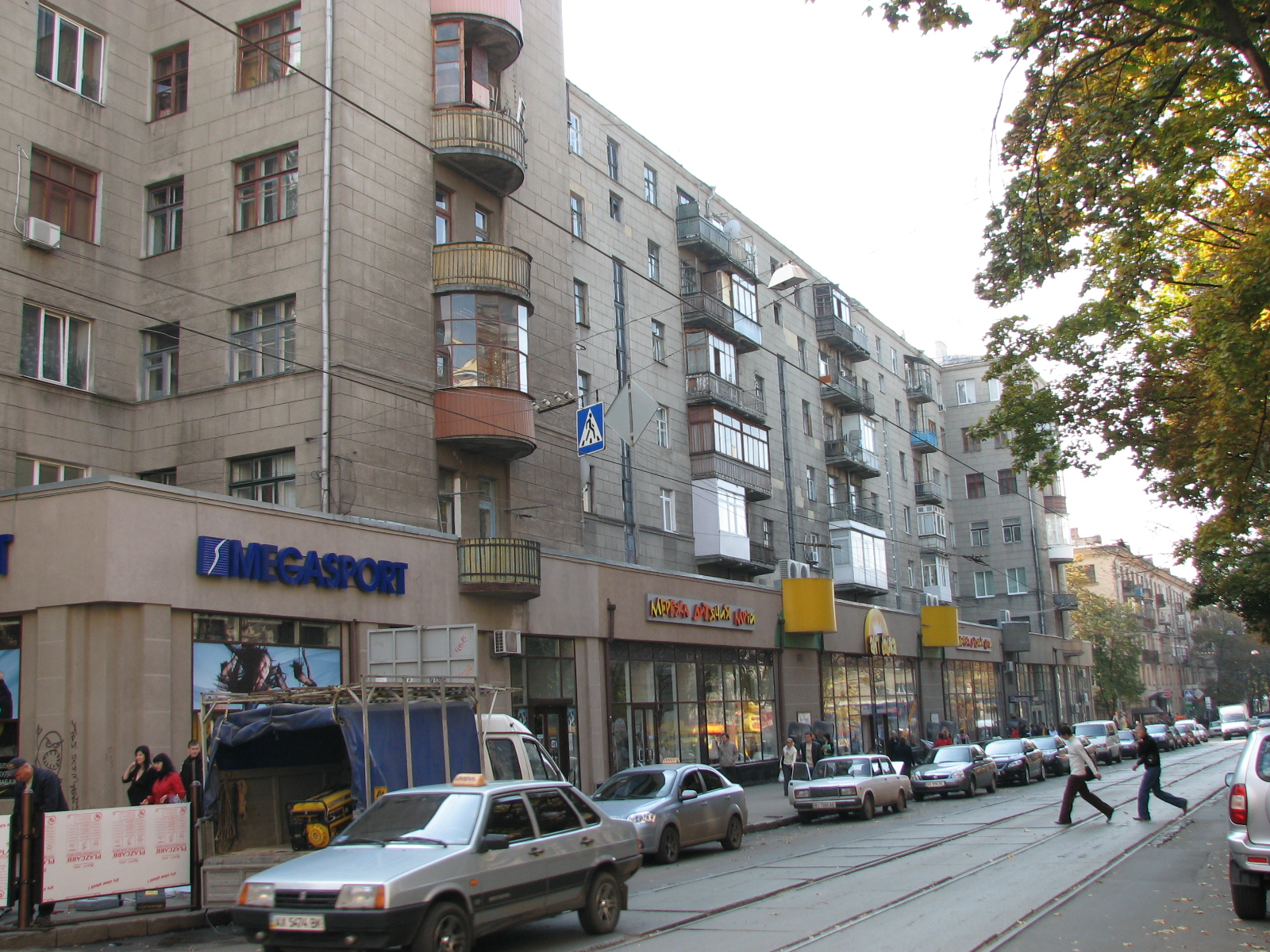
вул. Григорія Сковороди, 54

Автор понад 30 проєктів, 20 яких реалізовані. За його проєктами були побудовані будівлі в Харкові, Запоріжжі, Нижньодніпровську та інших містах. Часто брав участь у різноманітних конкурсах, 19 його проєктів були відзначені преміями різного ґатунку.
Серед робіт:
- в Харкові:
  - проєкт готелю «Інтернаціональ» (1931—1934; відзначено золотою медаллю на Всесвітній виставці в Парижі 1937 року);
  - проєкти житлових будинків, забудова районів і виселків міста (зокрема житловий будинок по вулиці Григорія Сковороди, № 54; 1937—1939);
  - конкурсний проєкт «Будинку проєктів» на площі Дзержинського;
- проєкти міст Донбасу.

Автор публікацій з питань архітектури, живопису, малюнка, скульптури.